# Prima (seguros)
En el ámbito de los seguros, la prima es el costo del seguro o aportación económica que ha de pagar un asegurado o contratante a una compañía aseguradora por la transferencia del riesgo bajo las coberturas que esta última ofrece a sus clientes durante un determinado período de tiempo. Comúnmente esta puede ser mediante los siguientes esquemas: pago único, pago anual, semestral, trimestral, bimestral, mensual.
De acuerdo a diferentes condiciones, la prima se clasifica en varias categorías.

## Tipos de prima
- Prima pura de riesgo: es el pago que cubre únicamente los gastos de mortal
- Prima natural ascendente: se calcula cada año y va creciendo con la edad del asegurado.
- Prima decreciente: es aquella que sufre una disminución en su importe a medida que pasa el tiempo, se aplica en algunas modalidades de ahorro
- Prima nivelada: es aquella que permanece invariable durante la vigencia de una póliza de seguro, se puede obtener como promedio de diferentes primas de riesgo.
- Prima total o de tarifa: es la prima final que se aplica a un contratante, que se obtiene de la suma de una prima más los gastos que implican la apertura, adquisición y administración de una póliza de seguro.
- Prima única: es la que se paga una sola vez y en una sola exhibición se cubre todo el costo requerido para el plazo de una póliza de seguro.
- Extraprima: es la cantidad de dinero que se agrega a una prima nivelada, la cual se aplica por factores de riesgo adicionales, como sobrepeso, alguna condición de salud preexistente, etc.
- Prima fija: La cantidad a pagar permanece constante durante la vigencia de la póliza de seguro, es el tipo de prima más habitual, debiéndose satisfacer al principio del período de cobertura del riesgo.
- Prima variable: La cantidad a pagar puede ser diferente a lo largo de la vigencia del contrato de seguro, según determinadas circunstancias previstas en la póliza. Este tipo de prima la aplican las mutualidades de seguro, en las que las devoluciones de excedentes a los socios mutualistas provocan cambios de un año a otro.
- Prima anual: La cantidad a pagar se calcula con el valor absoluto de la pérdida esperada anualmente más la utilidad promedio.

## Componentes de la prima
El asegurador deberá tener en cuenta:
- El coste que representará el pago de las prestaciones aseguradas en caso de siniestro más los gastos de peritación, de procedimiento... y lo hará con base en las estadísticas que existen sobre la actividad asegurada.
- El coste de los gastos de administración necesarios para desarrollar la actividad (sueldo de personal, gastos de oficina), es decir, los gastos de gestión interna.
- El coste de hacer llegar el producto a los consumidores. Se trataría de los gastos de la actividad comercial (comisiones, premios...), es decir, los gastos de gestión externa.

- Datos: Q566689